# Гриньківська сільська рада (Глобинський район)
Гриньківська сільська рада — колишній орган місцевого самоврядування у Глобинському районі Полтавської області з центром у селі Гриньки. Населення сільської ради на 1 січня 2011 року становить — 812 осіб. Раді підпорядковані 2 населені пункти: с. Гриньки та с. Тимошівка.

## Географія
Сільська рада межує з Горбівською та Бугаївською сільськими радами. Гриньківська сільська рада розташована в лісостеповій зоні. Площа сільської ради — 3719,2 га. Ґрунти переважно чорноземні.

## Населення
На території Гриньківської сільської ради розташовано 2 населені пункти з населенням 812 особи:
| № | Назва села   | 2001 чол. | 2011 чол. |
| - | ------------ | --------- | --------- |
| 1 | с. Гриньки   | 760       | 704       |
| 2 | с. Тимошівка | 144       | 108       |
|   | всього       | 904       | 812       |

## Влада
- Сільські голови[1]
  - Оксанчук Людмила Петрівна
- Секретар сільської ради — Чех Олександра Василівна[1]
- Депутатів сільської ради — 14[1]:
  1. Андрейченко Олександр Васильович
  2. Багрій Іван Васильович
  3. Багно Сергій Юрійович
  4. Карюк Сергій Петрович
  5. Кіндратко Валентин Іванович
  6. Мельникова Людмила Миколаївна
  7. Неліпа Ніна Миколаївна
  8. Пропой Віктор Валентинович
  9. Пономаренко Юрій Васильович
  10. Ткаченко Борис Іванович
  11. Фесечко Наталія Іванівна
  12. Чех Олександра Василівна
  13. Цемох Ганна Георгіївна
  14. Цемох Леонід Вікторович.

## Економіка
Базове господарство ВП АФ «Гриньки» — директор Мигович Володимир Янушович.

## Освіта
Працюють такі заклади освіти:
- Гриньківська загальноосвітня школа І-ІІІ ступенів, директор Ткаченко Ніна Аркадіївна

- Музична школа, керівник Пропой Валентин Вікторич (Переглянути відеозапис виступів оркестру: 1, 2, 3, 4,)

- Дитячий садочок «Ялинка»

## Медицина
Медичне обслуговування надають два заклади:
- Тимошівський фельдшерський пункт
- Гриньківський Фельдшерсько-акушерський пункт, завідувачка Сівірін Інна Іванівна

## Інфраструктура
На території сільради працюють
- олійниця
- млин
- п'ять магазинів
- будинок для людей похилого віку

## Культура
Серед закладів культури є:
- Музей М. Лисенка, директор Донець Любов Василівна
- Гриньківський сільський будинок культури, директор Опанасенко Валентина Володимирівна
- Гриньківська сільська бібліотека, завідувачка Зінченко Тетяна Павлівна

## Особистості
- Донець В. П. — орден «Знак Пошани», 2 ордени «Червона Зірка»
- Карюк З. І. — орден «Жовтневої революції»
- Донець В. С. — 2 ордена «Слави» 2 і 3 ступенів
- Герасименко Л. І. — орден «Слави» 4 ст.
- Науменко І. О. — орден «Трудового Червоного Прапора»
- Валянік С. Т. — орден «Трудового Червоного Прапора»
- Журба О. М. — орден «За заслуги» 3 ст.